# 培拉特區

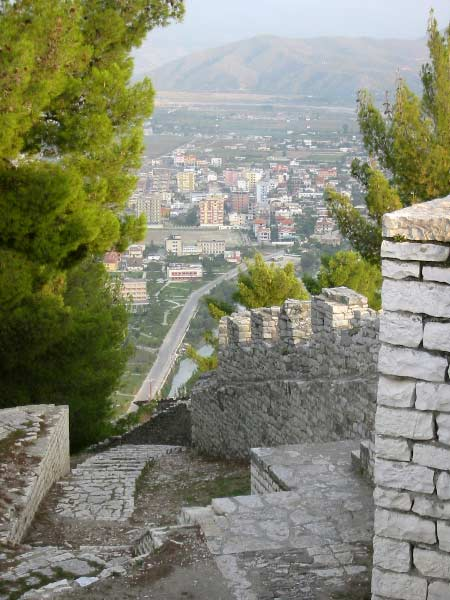
从培拉特城堡向南看奥苏姆河谷

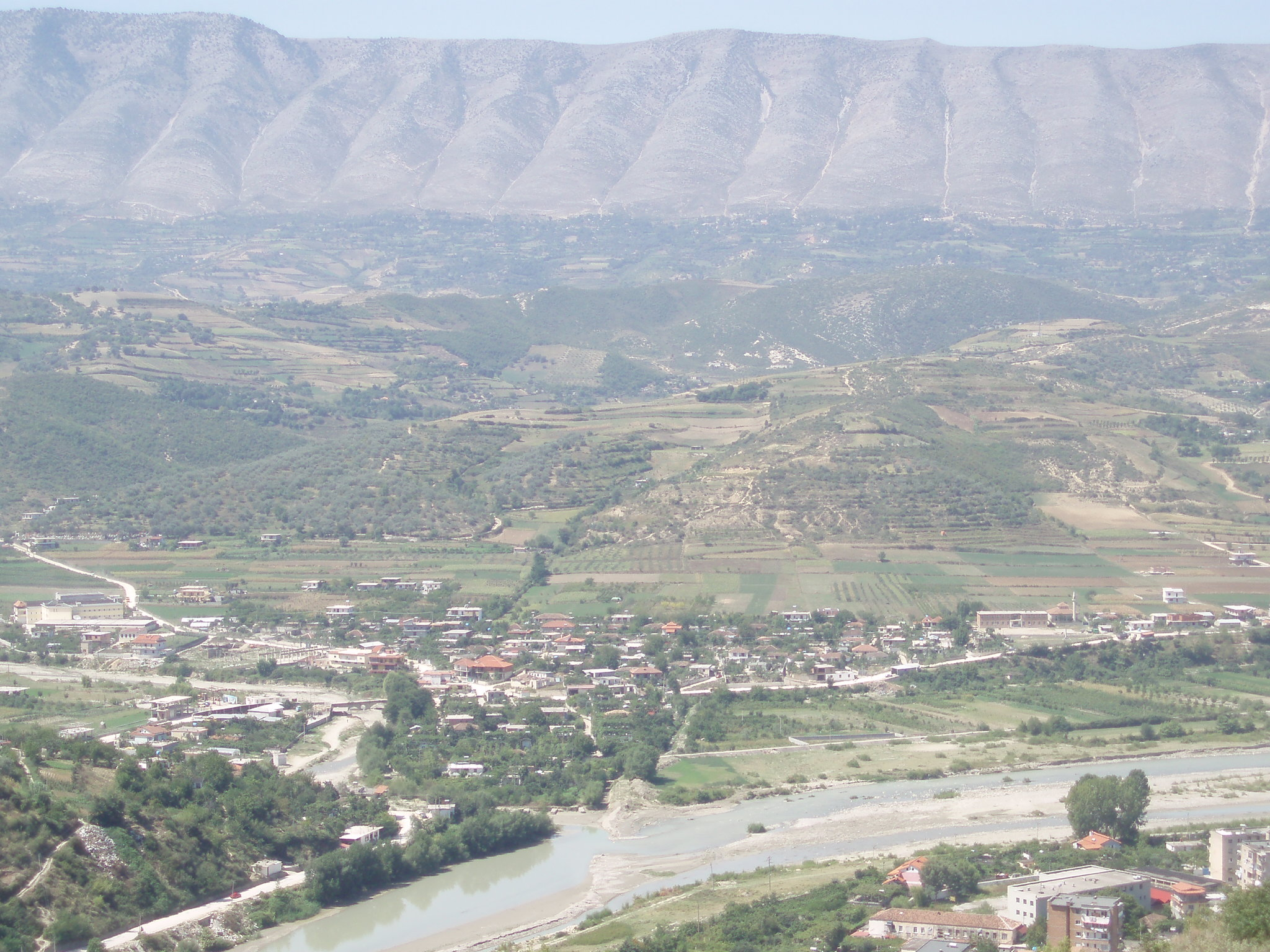
培拉特西部的山区

培拉特區是阿爾巴尼亞的36个旧区之一，这些区份在2000年7月全部撤销，并由新成立的12个州份取代。该区面积为915平方公里，人口数量为128,410人（2001年）。该区位于阿尔巴尼亚中南部，区府为培拉特市。该区的范围为现今培拉特州的培拉特、迪马尔、波利钱（部分）和库乔韦（部分）四个市镇。

## 地理
培拉特區位于一个平原的南端。它从该平原的南缘开始，包括培拉特周围的丘陵地区。其中心是奥苏姆河谷的下游。河谷的上游属于斯克拉帕區。它的东侧是阿尔巴尼亚南部最有名的山，高2414米。

## 经济
除培拉特外整个区几乎完全以农业为主。培拉特是当地的中心并准备申请为联合国教科文组织的世界遗产，因此在逐渐发展旅游业。离培拉特远的地方比较偏远和落后。在区内许多地方还种葡萄。
过去进入奥苏姆河谷的路是一条商队道路，今天是一条断头路。